# Хамагути, Павел Суэо
Павел Суэо Хамагути (1 августа 1948, Япония — 28 декабря 2020) — католический прелат, епископ Оиты с 25 марта 2011 года.

## Биография
19 марта 1975 года был Павел Суэо Хамагути рукоположен в священника.
25 марта 2011 года Римский папа Бенедикт XVI назначил Павел Суэо Хамагути епископом Оиты. 26 июня 2011 года состоялось рукоположение Павла Суэо Хамагути в епископа, которое совершил архиепископ Нагасаки Иосиф Мицуаки Таками в сослужении с епископом Фукуоки Домиником Рёдзи Мияхарой и епископом Кагосимы Павлом Кэндзиро Кориямой.